# Irpicomyces schiffnerulae
Irpicomyces schiffnerulae är en svampart som beskrevs av Deighton 1969. Irpicomyces schiffnerulae ingår i släktet Irpicomyces, divisionen sporsäcksvampar och riket svampar.   Inga underarter finns listade i Catalogue of Life.